# Irmen-Kultur
| Prähistorische Kulturen Russlands |                         |
| Mittelsteinzeit                   |                         |
| Kunda-Kultur                      | 7400–6000 v. Chr.       |
| Jungsteinzeit                     |                         |
| Bug-Dnister-Kultur                | 6500–5000 v. Chr.       |
| Dnjepr-Donez-Kultur               | 5500–4000 v. Chr.       |
| Sredny-Stog-Kultur                | 4500–3500 v. Chr.       |
| Jekaterininka-Kultur              | 4300–3700 v. Chr.       |
| Kammkeramische Kultur             | 4200–2000 v. Chr.       |
| Fatjanowo-Kultur                  | um 2500 v. Chr.         |
| Kupfersteinzeit                   |                         |
| Nordkaspische Kultur              |                         |
| Kurgankultur                      | 5000–3000 v. Chr.       |
| Samara-Kultur                     | um 5000 v. Chr.         |
| Chwalynsk-Kultur                  | 5000–4500 v. Chr.       |
| Botai-Kultur                      | 3700–3100 v. Chr.       |
| Jamnaja-Kultur                    | 3600–2300 v. Chr.       |
| Afanassjewo-Kultur                | 3500–2500 v. Chr.       |
| Ussatowe-Kultur                   | 3300–3200 v. Chr.       |
| Glaskowo-Kultur                   | 3200–2400 v. Chr.       |
| Bronzezeit                        |                         |
| Poltavka-Kultur                   | 2700–2100 v. Chr.       |
| Potapovka-Kultur                  | 2500–2000 v. Chr.       |
| Katakombengrab-Kultur             | 2500–2000 v. Chr.       |
| Abaschewo-Kultur                  | 2500–1800 v. Chr.       |
| Sintaschta-Kultur                 | 2100–1800 v. Chr.       |
| Okunew-Kultur                     | um 2000 v. Chr.         |
| Samus-Kultur                      | um 2000 v. Chr.         |
| Andronowo-Kultur                  | 2000–1200 v. Chr.       |
| Susgun-Kultur                     | um 1700 v. Chr.         |
| Srubna-Kultur                     | 1600–1200 v. Chr.       |
| Kolchis-Kultur                    | 1700–600 v. Chr.        |
| Begasy-Dandybai-Kultur            | um 1300 v. Chr.         |
| Karassuk-Kultur                   | um 1200 v. Chr.         |
| Ust-Mil-Kultur                    | um 1200–500 v. Chr.     |
| Koban-Kultur                      | 1200–400 v. Chr.        |
| Irmen-Kultur                      | 1200–400 v. Chr.        |
| Spätirmen-Kultur                  | um 1000 v. Chr.         |
| Plattengrabkultur                 | um 1300–300 v. Chr.     |
| Aldy-Bel-Kultur                   | 900–700 v. Chr.         |
| Eisenzeit                         |                         |
| Baitowo-Kultur                    |                         |
| Tagar-Kultur                      | 900–300 v. Chr.         |
| Nosilowo-Gruppe                   | 900–600 v. Chr.         |
| Ananino-Kultur                    | 800–300 v. Chr.         |
| Tasmola-Kultur                    | 700–300 v. Chr.         |
| Gorochowo-Kultur                  | 600–200 v. Chr.         |
| Sagly-Baschi-Kultur               | 500–300 v. Chr.         |
| Jessik-Beschsatyr-Kultur          | 500–300 v. Chr.         |
| Pasyryk-Stufe                     | 500–300 v. Chr.         |
| Sargat-Kultur                     | 500 v. Chr.–400 n. Chr. |
| Kulaika-Kultur                    | 400 v. Chr.–400 n. Chr. |
| Tes-Stufe                         | 300 v. Chr.–100 n. Chr. |
| Schurmak-Kultur                   | 200 v. Chr.–200 n. Chr. |
| Taschtyk-Kultur                   | 100–600 n. Chr.         |
| Tschernjachow-Kultur              | 200–500 n. Chr.         |

Die Irmen-Kultur war in der späten Bronzezeit in den sibirischen Waldsteppen zwischen Irtysch und Ob verbreitet. Eine nahe verwandte Gruppe findet sich auch am Nordrand des Altai. Die Irmen-Kultur folgte einer örtlichen Ausprägung der Andronowo-Kultur, von der es sich vornehmlich durch die von der Karassuk-Kultur beeinflusste Bronzeindustrie abhebt.
In der Keramik finden sich insbesondere im Profil S-förmige Töpfe mit ausbiegendem Rand, rundbauchige Gefäße mit engem Hals und deutlich abgesetztem Zylinder- und Trichterrand sowie schüsselartige Töpfe mit Trichterrand, gerundeter Wandung und einem Rund- oder Flachboden. Sie sind vor allem in der oberen Hälfte mit gekerbten Leisten, Buckeln, horizontalen Rillen und schraffierten Dreiecken und Zickzackbändern verziert, was deutliche Beziehungen zur Andronowo-Kultur erkennen lässt. Auf nördliche Einflüsse weist dagegen Kamm- und Grübchenkeramik.
Die Kleinfunde bestehen zu einem wesentlichen Teil aus Bronzegegenständen, etwa Ringen, Tutuli, Ohr- oder Haargehänge, Messer und Lanzenspitzen; Knochen wurde zur Fertigung von Pfeilspitzen eingesetzt.
Die oft auf Flussterrassen angelegten und teilweise mit Gräben befestigten Siedlungen der Irmen-Kultur sind verhältnismäßig gut erforscht. Die Gebäude sind rechteckige oder runde bis ovale Grubenhäuser, oft mit vorgezogenem Eingangsbereich und einer Herdstelle in der Mitte oder in einer Ecke.
Die Viehzucht nahm in der Wirtschaft der Irmen-Kultur eine zentrale Rolle ein, unter den gefundenen Tierknochen finden sich vor allem Rinderknochen, dann Knochen von Schafen und Ziegen; die Pferdezucht war noch von eher marginaler Bedeutung. Der Anteil von Wildtierknochen ist sehr gering; die Jagd war dementsprechend nicht mehr bedeutend. Ackerbau wird durch entsprechende Gerätschaften zwar nahegelegt, konnte bislang aber nicht endgültig bewiesen werden.
Die Toten der Irmen-Kultur wurden unverbrannt unter niedrigen Kurganen beigesetzt; ein Kurgan nahm dabei bis zu zwölf Gräber auf. Meist handelt es sich um rechte Hockerbestattungen, bei denen der Kopf nach Süden zeigt. Die Skelette lagen teilweise in Steinkisten oder Holzkonstruktionen. Die Beigaben bestehen aus Tongefäßen und Bronzeschmuck; soziale Unterschiede lassen sie nicht erkennen.